# Josip Barišić (ur. 1986)
Josip Barišić (ur. 14 listopada 1986 w Osijeku) – chorwacki piłkarz występujący na pozycji napastnika.

## Kariera klubowa
W 2005 rozpoczął karierę piłkarską w NK Osijek. Latem 2005 na pół roku został wypożyczony do NK Croatia Sesvete. W sezonie 2007/08 grał na zasadach wypożyczenia najpierw w słoweńskim FC Koper, a potem w chorwackim NK Slavonac Stari Perkovci. W lutym 2012 wyjechał do Ukrainy, gdzie podpisał kontrakt z FK Ołeksandrija. Po zakończeniu sezonu 2011/12 opuścił ukraiński klub. Na początku 2013 został piłkarzem RNK Split, jednak po sezonie przeszedł do swojego pierwszego klubu NK Osijek. Grał tam przez półtora roku aż od przerwy zimowej sezonu 2014/2015 kiedy to przeszedł do polskiego Zawiszy Bydgoszcz. W czerwcu 2015 zawodnik związał się kontraktem z drużyną ekstraklasową – Piastem Gliwice. 29 stycznia 2017 został wypożyczony do Arki Gdynia. 18 maja 2017 powrócił z wypożyczenia do Piasta Gliwice.

## Kariera reprezentacyjna
W latach 2006–2007 występował w reprezentacji Chorwacji do lat 20.